# さよならの代わりに/願い
「さよならの代わりに／願い」（さよならのかわりに／ねがい）は、JUJUの16thシングル。2011年4月6日に発売。

## 収録曲
1. さよならの代わりに(5:15)
作詞：小林夏海、作曲・編曲：Jeff Miyahara、林田裕一
NTV系「スッキリ!」テーマ・ソング
「レコチョク」CMソング
2. 願い(4:32)
作詞：岩城由美、作曲：木村篤史、Taisho、編曲：島田昌典
アスミック・エース エンタテインメント配給映画『犬とあなたの物語 いぬのえいが』主題歌
3. もう恋なんてしない(4:41)
作詞・作曲：槇原敬之、編曲：武部聡志
槇原敬之のカバー曲
4. さよならの代わりに -Yasutaka Nakata Remix-(5:13)
リミックス：中田ヤスタカ

## 収録アルバム
さよならの代わりに
- 『YOU』
- 『BEST STORY 〜Love stories〜』

願い
- 『YOU』
- 『BEST STORY 〜Life stories〜』

もう恋なんてしない
- 『WE LOVE MACKEY』（槇原敬之デビュー20周年記念トリビュート・アルバム）